# Пісні про албанських воїнів
Пісні про албанських воїнів — народні епічні пісні Албанії, які переважно супроводжуються грою на лютні. Твори схожі на героїчні легенди. Вони є найважливішими художніми здобутками албанської духовної культури. Албанські пісні про воїнів це не тільки поетичне відлуння деяких шарів суспільного життя (прибл. VI—VIII століть), але й поетичне бачення декількох багатовікових міжетнічних конфліктів, іллірійсько-албанських кривавих конфліктів з південними слов'янами в Іллірії (Балкани). З моменту прибуття і до XIV століття, особливо в XIII—XIV століттях, цей конфлікт загострюється і розширюється, як говорить історик А.Буда (1986), під час зміцнення центральної сербської феодальної влади династії Неманьїч. Навіть німецький епіколог М. Ламберц (1958), мер погоджується, що ці пісні «походять від часів слов'янського вторгнення в Нижній Дунай на Балкани і досі зберігають пам'ять про старі війни іллірійців або албанців проти слов'ян, що воювали близько 700—800 років». Ці пісні є одними із останніх активних епізодів епосу в Європі на початку другого тисячоліття і займають своє видатне місце на світовій епічній арені.
У сьогоднішній Албанії є багато районів, де співається епос. Вважається, що він присутній в таких областях, як Малезія Е Мадхе, Дукагжин, Хас і багатьох інших районах. На території Албанії, відомий етнічний цикл в таких районах як Косово, Пече, Джяковіца, Призрен, Дечані, Ораховац тощо.

## Географічне поширення та дослідження

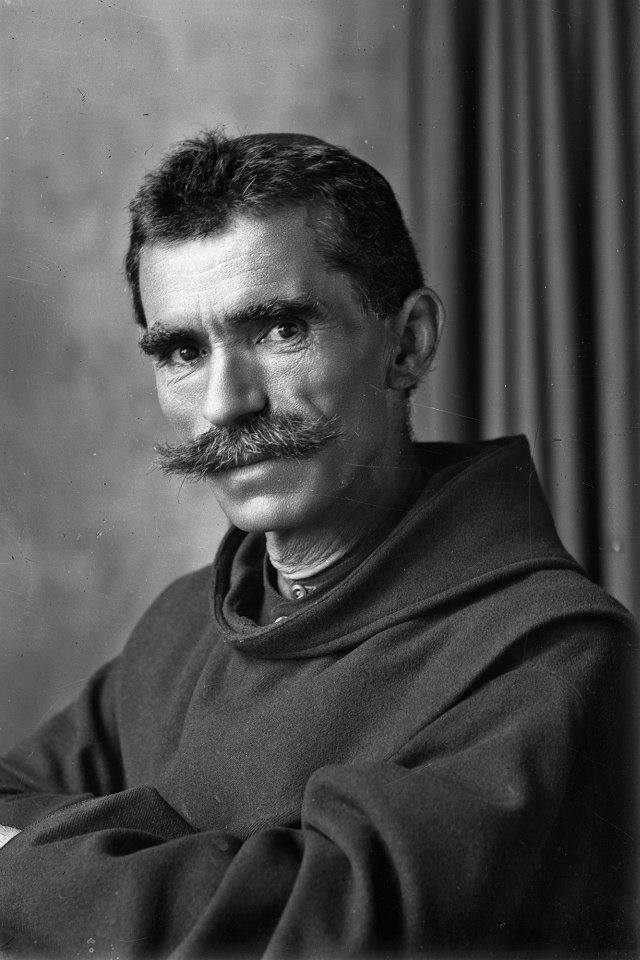
Штефан Гечові

Францисканський священник Штефан Гечові був першим, хто почав збирати албанський Kanun (норми звичаєвого права) і фіксувати його в письмовій формі. Північні землі переважно населені албанцями,, тому пісні цього циклу здебільшого це епопея з гіперболізованою історією. Невідомі пісні солдатів, які співалися не тільки албанцями, а й боснійцями. У розповсюдженні епічних пісень боснійці вплинули на Санджак, Bahović та інші. Цей епос, який є важливою частиною легендарного албанського епосу взагалі, і важливий не просто як дорогоцінний етнокультурний релікт, а головним чином як велике послання, яке приносить — опір в ім'я свободи, права гідності, а також високі художні цінності. Достеменно можна сказати що будинок, в якому не звучала народна пісня не вважався добрим будинком, мав злу репутацію і осуд громади.
Занадто несприятливі історико-соціальні обставини минулого (османська окупація, низький рівень економічного розвитку тощо), обумовлювали стан албанських наук на той час, тому інтерес до епосу проявився з запізненням. Якщо виключити короткий фрагмент, опублікований відомим і шанованим Густавом Майером (G. Mayer) у 1896 році («Albanesiche Studien» VI), ми повинні сказати, що збір і видання цього епосу почалися на рубежі нашого століття., особливо в 1920-х роках. Можна згадати одну з найважливіших публікацій, які ми маємо й досі: «Легендарний епос», том I і II (1996, 1983), «Chansonnier épique albanais» (французька антологія, 1983) «Кримська пісня» (Прищина, 1974).
Окрім фактичних матеріалознавчих публікацій, почалися ґрунтовні дослідження епосу. Спочатку це були переважно прості нотатки та враження, які дещо поглиблювалися і розширювалися протягом 1930-х років, щоб досягти сьогодні достатньо задовільного рівня. Вершиною усього цього дослідження став висновок, зроблений симпозіумом «Героїчний албанський епос» (Тирана, 20-22 жовтня 1983 р.)

## Основні функції
Героїчний епос має три основні риси: епізодичний, героїчний і легендарний. Албанська народна поезія присутня в величі героїв і навколишнього світу, у високих пропорціях і в шокуючій зраді, в глибоких почуттях і думках. В епосі присутні, деталі, ситуації, символи ліричної любові між братами і друзями, біль втрати коханої людини, радість дружніх зустрічей, блискучі кольори пейзажу. Оскільки пісні про албанських воїнів також походять від значення, прийнятого словом воїн, то ці пісні є героїчним епосом, адже героїчний дух проходить через всі твори. Але тут героїзм не є спланованим, він цілком неочікуваний, випливає з необхідності опору і бореться з небезпеками і труднощами. Епос зображує героїзм як спосіб мислення, поведінку, дії, орієнтовані на систему всіх цінностей, хоробрість, самозречення, показуючи ці невід'ємні атрибути в етнічно визначеному соціальному середовищі,

## Тема опору
Головною темою албанського епосу є опір за збереження земель, гір, пасовищ, будинків, честі, гідності, племені, сім'ї та особистості; конфлікт і боротьба проти сил природи. У всіх інших випадках опір солдатів пов'язаний з етнічно визначеними силами.

## Світ і життя солдатів
Життя та діяльність солдатів висвітлюється навколо Ютбіна, невеликого містечка в Хорватії. Головний театр подій розташований у північно-західній частині Балканського півострова (Задер, Сенье, Нові Которет та ін.). Але в епосі коло дій розширюється і йде від Албанії до Дунаю. Географія епосу включає, крім згаданих назв, такі: Вльора, Шкодер, Тетова, Будіні (Будапешт), Боснія, Румелія, Макхарія, Толірі (Італія), Венеція, Туреччина. Крім того, згадуються також географічно невідомі топоніми. Воїн проживає в типових албанських будівлях, які побудовано не тільки для житла, але й для охорони (з товстими стінами і баштами); вони харчуються продуктами тваринництва, етнічно обробленими (наприклад, їдять з смаженого барана, п'ють вино або коньяк); одягаються (в епосі є цілий набір одягу і предметів побуту: шкури, кліщі, ковпачки та напівсферичні білі капюшони, фістули — «фістані» -, джакузі, дерев'яні ліжка, хліборізки, дерев'яні мармелади, літні ягоди); вони воюють з полином, міззі, списами, стрілами, мечами, каменями (пізніше потрапляють в епос вогнепальної зброї). Світ солдатів етнічно унікальний, відмінний від світу іноземців, навіть з точки зору культурних особливостей або етнічних традицій, всієї етнопсихологічної конституції.

## Вік епосу
Ряд причин переконує нас у тому, що героїчний епос почав свою художню подорож досить рано. По-перше, згадаємо величезну тему міфологічних і казкових витоків, легендарну поетичну думку, згадується матріархат. До цього стародавнього фонду також слід віднести ранні музичні елементи (велика узагальнююча сила і інтонаційний характер, наявність єдиної «прокатної фрази», що нагадує пісні, двоє — чотири — звук, чутливий речитативний характер), а також деякі ранні мовні слова та фрази, які збереглися. Саме ці елементи змусили об'єктивних вчених майже одностайно прийняти античність албанського епосу.

## Міркування
Вважається, що епос зародився в слов'янських болотах на Балканах. Текст різних пісень розповідає про битви двох слов'янських братів, роблячи цей цикл більш оповіданням про опір етнічного населення слов'янським племенам. У цих боях Муджі і Айкуна втрачають Омара. Цей епічний епос дуже схожий на його епічне утворення, з «Іліадою» і «Одіссеєю» і є епосним епосом етно-культурного епосу. Вважається, що пісні, в більшості випадків, співалися для «майбутніх друзів» як спосіб розваги.
Не один раз учені обговорювали цю епопею. Думка про те, що Айкуна є насправді дружина Омара, а не мати, не дуже поширена, хоча така думка існує. На даний момент найточнішою ідеєю є те, що Айкуна була матір'ю Омара, і дружина Муя покладалася на пісню «Айкуна, що плаче до Омера», типова жалібна пісня матері для свого сина. Ще однією широко розповсюдженою дискусією є походження епосу. Мало хто стверджує, що Муджі і Халілі — боснійці. Однак така думка була б неприйнятною, оскільки сам цикл говорить про війни етнічних албанців проти слов'ян. Однак це дискусії, які не мають підґрунтя.

## Найпопулярніші пісні епосу
Дійсно, епос Крешників — епос, багатий багатьма піснями. Нижче наведені деякі з найпопулярніших пісень цього епосу:
- Подружжя Муджі
- Сила Muj
- Години Muj
- Ajmer qan Omer
- Шлюб Галіла
- Muji з трьох ремесел гори
- Галілі чекає Паджо Харамбашина